# Schefflera diguana
Schefflera diguana är en araliaväxtart som beskrevs av José Cuatrecasas. Schefflera diguana ingår i släktet Schefflera och familjen araliaväxter.
Artens utbredningsområde är Colombia. Inga underarter finns listade.